# パラグアリ (船)
パラグアリ (Paraguarí) は、パラグアイ戦争時のパラグアイ海軍の船。鉄製船体（木製とも）の外輪船。
排水量627トン、トン数300登録トン、速力12から13ノット、乗客定員150名。戦時には武装され、大砲4門を搭載した。トン数730トン、兵装は68ポンド砲2門と32ポンド砲6門とも。
1862年末にロンドンで取得され、主に南行きの航路に就航していた。「パラグアリ」は政府艦隊で最も豪華な船と言われた。
1864年、パラグアイ戦争が勃発。「パラグアリ」は12月に開始されたマット・グロッソ遠征に参加し、他の参加艦船と共にアスンシオンから北へ向かった。「パラグアリ」は捕えたブリガンティンを曳航して1865年2月18日に帰還した。3月と4月には陸軍士官の妻で野戦病院で働こうとする者や物資の輸送で北方へ赴いた。
1865年4月13日、「パラグアリ」と「Tacuari」、「Ygurey」、「Marqués de Olinda」、「Yporà」はコリエンテス沖でアルゼンチンの「グアレグアイ」と「25・デ・マヨ」を捕えた。その際、「グアレグアイ」に「パラグアリ」からの兵が向かっている。
1865年6月11日、Battle of Riachueloに参加。舵を失ったブラジルの「Parnaíba」を「パラグアリ」と「Tacuari」、「Salto Oriental」が捕えに向かった際、「Parnaíba」は前方を横切った「パラグアリ」に対して突入し、船体を裂かれた「パラグアリ」は沈没を避けるため近くの島に乗り上げた。「パラグアリ」に体当たりしたのは「Parnaíba」の救援に来た「Amazonas」だとも。
「パラグアリ」はサルベージされアスンシオンへ曳航されたが、修理可能な状態ではなかった。
1869年1月、「パラグアリ」はManduvirá川河口に閉塞船として沈められた。
後年「パラグアリ」を引き揚げた者がいたが、アスンシオンへ持っていく途中で座礁した。残骸は低水位時には1990年代でも見ることができた。